# Ciccio Errigo
Ciccio Errigo (Reggio Calabria, 12 novembre 1904 – Reggio Calabria, 16 settembre 1988) è stato un poeta italiano.

## Biografia
Persona estremamente modesta, si dice, fu sempre considerato uno dei maggiori "animatori" delle feste patronali legate alla sua città, da un'idea del poeta nacque infatti la Settembrata Calabrese. Durante la tradizionale sfilata dei carri allegorici di Reggio - allestiti ogni anno durante le feste patronali - i reggini aspettavano il carro di Ciccio Errigo, reso celebre non solo dalla musica che lo accompagnava ma soprattutto dalla satira, oggetto di cui erano mira le amministrazioni locali.
Celebre è una frase che spesso il poeta ripeteva in occasione della Festa della Madonna della Consolazione, indicando come l'evento più importante della cultura reggina non poteva in alcun caso cessare di essere celebrato:
<div lang="Reggino">(Reggino)
«Cu terremoti, cu guerra e cu paci
sta  festa si fici e sta festa si faci.»
(Ciccio Errigo)
Numerosi furono i personaggi e gli stereotipi descritti da Ciccio Errigo, tra i quali si ricordano i più rilevanti che sono: a tappinara, donna Carmela, lo spaccone e il lamento del marito.
Contrariamente a Nicola Giunta - del quale si comprese il valore solo dopo la scomparsa - si dice che Ciccio Errigo (forse per il suo diretto rapporto con il popolo e per la sua schiettezza) sia entrato da sempre nel cuore dei calabresi. Tra i due poeti non sembra vi fosse un buon rapporto, si racconta infatti che il Giunta scrisse riguardo al suo antagonista una poesia dal titolo "Ma cu esti stu fitusu" (ma chi è questo poveretto).